# Дегтянское сельское поселение (Ряжский район)
Дегтянское сельское поселение — муниципальное образование (сельское поселение) в Ряжском районе Рязанской области.
Административный центр — село Дегтяное.

## История
Дегтянское сельское поселение образовано в 2006 году, в его состав вошли населённые пункты Дегтянского и Новоеголдаевского сельских округов.

## Население
| 2010  | 2012  | 2013  | 2014  | 2015  | 2016  | 2017  |
| ----- | ----- | ----- | ----- | ----- | ----- | ----- |
| 1453  | ↗1463 | ↗1480 | ↗1500 | ↘1496 | ↗1519 | ↗1535 |
| 2018  | 2019  | 2020  | 2021  |       |       |       |
| ↘1500 | ↘1435 | ↘1398 | ↘1376 |       |       |       |

## Состав сельского поселения
| № | Населённый пункт | Тип населённого пункта       | Население |
| - | ---------------- | ---------------------------- | --------- |
| 1 | Василевка        | село                         | ↘18       |
| 2 | Дегтяное         | село, административный центр | ↘703      |
| 3 | Еголдаево        | посёлок                      | ↘7        |
| 4 | Новое Еголдаево  | село                         | ↘720      |
| 5 | Старое Еголдаево | деревня                      | ↘5        |